# Порги и Бесс
«Порги и Бесс» (с англ. — «Porgy and Bess») ― опера Джорджа Гершвина в четырёх актах и девяти картинах. Впервые поставленная в 1935 году, опера на первых порах не пользовалась большим успехом, но с 1950-х годов начала завоёвывать широкую известность в США, а затем и во всём мире. «Порги и Бесс» ― одна из вершин творчества композитора. Музыкальный материал, выбранный Гершвином для создания оперы, разнообразен и основан на джазовых и блюзовых мотивах, афроамериканском фольклоре, импровизации. В либретто использована имитация «неправильного» народного произношения.

## История создания

### Оригинальная бродвейская постановка 1935 года
Изначальная 4-часовая версия оперы в трёх действиях с двумя антрактами увидела свет осенью 1935 года в Карнеги-холле. Однако впоследствии Гершвину приходилось несколько раз укорачивать постановку и избавляться от нескольких номеров. Руководителем хора выступила Ева Джесси. Мировая премьера оперы состоялась в Колониальном театре в Бостоне 30 сентября 1935 года, дирижировал Александр Смолленс, главные роли исполняли Тодд Данкан, Энн Браун, Джон Бабблс и Руби Элзи. Публика приняла новую оперу с ещё большим энтузиазмом, чем прежние сочинения Гершвина, многие бостонские критики восхищались драматическим и мелодическим даром композитора. По словам Джона Эдварда Хассе, курирующего в Смитсоновском институте американскую музыку, произведение «было представлено как народная опера, занимающая промежуточное положение между оперой и бродвейским мюзиклом». Газета Christian Science Monitor провозгласила «Порги и Бесс» «важнейшим вкладом Гершвина в музыку», а Boston Transcript отметила: «Пора признать Гершвина серьёзным композитором».
10 октября оперу поставили в Нью-Йоркском Театре Элвина, постановкой руководил ученик Вахтангова — Рубен Мамулян, который до этого ставил спектакли, в которых пытался совместить ритмически стилизованную песню, танцы, диалог и музыку. По его словам: "Так была поставлена драматическая пьеса «Порги». Представление было сильно стилизовано, но его воздействие на аудиторию оказалось настоящим, подлинным. Это ещё раз доказало мне, что стилизация, соединенная с психологической правдой, имеет несравненно большее воздействие на зрителей, чем сценический натурализм. Очень интересно реагировал на эту драматическую постановку Морис Равель, который сказал: «Это лучшая опера, которую я когда-либо видел».
27 января 1936 года начался гастрольный тур оперы по городам США, который завершился 21 марта того же года в Вашингтоне. Перед выступлением в Вашингтоне труппа потребовала прекратить расовую сегрегацию и пустить в театр темнокожих зрителей. Руководство Национального театра сдалось под натиском актёров, и в итоге представление стало первым в истории США, на которое допустили людей разных рас.
Всего на Бродвее было дано 124 представления, что многие сочли неудачей.

### «Порги и Бесс» за рубежом
Европы опера достигла в 1945 году. Тогда она была поставлена в Швейцарии и Дании труппами, в основном состоявшими из европейских актёров. По-настоящему популярной в Европе «Порги и Бесс» стала только после того, как её показала американская негритянская группа, совершавшая европейское турне в сезоне 1952—1953. Ни одна американская опера, созданная как до, так и после, даже огромный успех опер Джан-Карло Менотти, не поколебала столь прочного положения «Порги и Бесс» в музыкальной жизни западного мира.
В СССР опера исполнялась на концертной эстраде и по радио. В 1956 году негритянская труппа из США «Эвримен опера» показала «Порги и Бесс» в Москве и Ленинграде, в 1966 году была осуществлена постановка в Таллине, в 1972-м — на русской сцене, в ленинградском Малом театре оперы и балета, в 1980-м — в московском Музыкальном театре им. Станиславского и Немировича-Данченко, а также в 2008 году в американской постановке Питера Кляйна с чернокожими артистами. На русский язык текст оперы перевели С. Болотин и Т. Сикорская.

### Видеозаписи
- 1 февраля 2020 года — «Метрополитен-опера». Постановка Джеймса Робинсона. Дирижёр — Дэвид Робертсон. Хореограф — Камилла А. Браун. Бесс — Энджел Блю. Порги — Эрик Оуэнс. Спортин Лайф — Фредерик Баллентайн[англ.]. Краун — Алфред Уокер[англ.]. Клара — Голда Шульц. Джейк — Донован Синглтери[англ.]. Серена — . Мария — Денис Грейвз. Оркестр и хор «Метрополитен-оперы»[8].

## Действующие лица

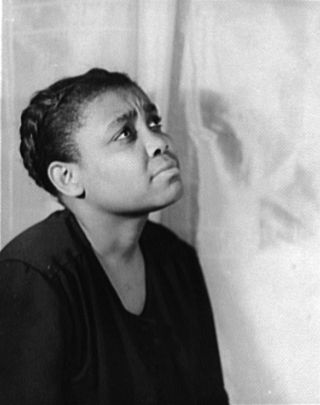
Руби Элзи — первая исполнительница роли Сирины, фото Карла Ван Вехтена

| Партия                                   | Голос                 | Исполнитель на премьере 30 сентября 1935 года Дирижёр: Александр Смолленс |
| ---------------------------------------- | --------------------- | ------------------------------------------------------------------------- |
| Порги, нищий калека                      | баритон               | Тодд Данкан                                                               |
| Бесс, молодая негритянка                 | сопрано               | Энн Браун                                                                 |
| Кроун, портовый грузчик                  | баритон               | Уоррен Коулмен                                                            |
| Спортинг Лайф, наркоторговец             | тенор                 | Джон Бабблс                                                               |
| Роббинс, грузчик                         | баритон               | Генри Дэвис                                                               |
| Сирина, его жена                         | драматическое сопрано | Руби Элзи                                                                 |
| Питер, торговец мёдом                    | тенор                 | Гас Саймонс                                                               |
| Лили, его жена                           | сопрано               | Хэлен Дауди                                                               |
| Мария, соседка Порги                     | контральто            | Жоржетт Харви                                                             |
| Фрезиер, адвокат                         | баритон               | Джон Розэмонд Джонсон                                                     |
| Джейк, рыбак                             | лирический баритон    | Эдвард Мэттьюс                                                            |
| Клара, его жена                          | сопрано               | Эбби Митчелл                                                              |
| Владелец бюро похоронных принадлежностей | баритон               | Джон Гарт                                                                 |
| Нельсон                                  | баритон               | Рэй Йетс                                                                  |
| Продавец клубков                         | сопрано               | Хэлен Дауди                                                               |

## Сюжет

### Действие 1

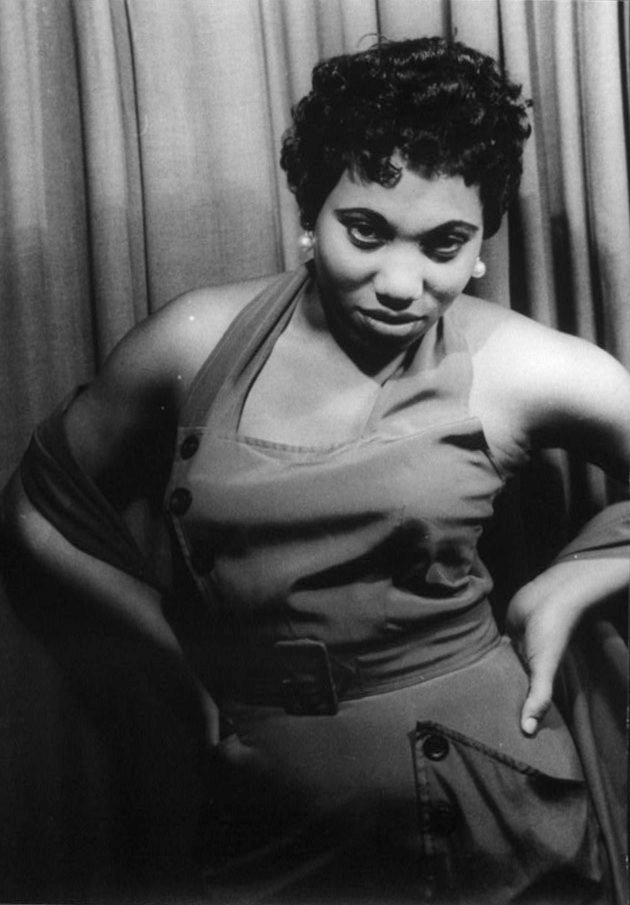
Леонтин Прайс — одна из первых исполнительниц роли Бесс, фото Карла Ван Вехтена

Первая сцена представляет собой большой двор в рыбацком посёлке Кэтфиш-Роу. Атмосфера жаркой южной летней ночи передаётся колыбельной песней «Summertime», которую поёт молодая жена и мать Клара. Её муж Джейк — рыбак, он выражает господствующее в этих краях отношение мужчин к противоположному полу в своей песне «A Woman Is a Sometime Thing» (Женщина — вещь переменчивая). В одном углу двора идёт игра в кости, в другом все танцуют. На тележке, запряжённой козой, въезжает безногий нищий Порги. Мужчины встречают его приветственными выкриками и одновременно ироническими репликами по поводу того, что он «неровно дышит» к девушке Кроуна Бесс. В речитативе «When God make cripple, He mean him to be lonely» (Создавая калеку, Бог дал ему удел одиночества) Порги поёт о безысходности своей жизни, утверждая при этом, что женщины его не интересуют. Игроки в кости распаляются, особенно когда в игру вступает Кроун, местный хулиган, который уже навеселе. Вскоре под влиянием «порошка счастья» (наркотика), которым его снабдил Спортинг Лайф, он становится весьма агрессивным. Вспыхивает драка, Кроун убивает одного из игроков по имени Роббинс и тут же убегает, бросив Бесс. Спортинг Лайф, торговец наркотиками, безуспешно пытается забрать Бесс с собой в Нью-Йорк. Она мечется в поисках убежища, но все обитатели Кэтфиш-Роу захлопывают перед ней свои двери. Порги всегда любил Бесс, хоть и не осмеливался приблизиться к ней — ведь он калека. Но так как сейчас она в безвыходном положении, он зовёт её к себе.
Вторая сцена происходит в комнате Сирины, где оплакивают Роббинса, её мужа, убитого Кроуном. Соседи Сирины теперь собрались, чтобы по негритянскому обычаю спеть над телом её мужа и собрать нужную сумму денег на похороны. Звучит плач «My Man’s Gone Now» (с англ. — «Мой мужчина ушёл от меня»). Входит Порги, вместе с ним — Бесс. Порги тоже хочет внести свою лепту на похороны Роббинса и принимает участие в молитвах и утешениях. Являются два белых сыщика и предупреждают, что тело должно быть похоронено не позднее завтрашнего дня, в противном случае оно будет передано студентам-медикам. Уходя, они забирают с собой старого Питера, совершенно невиновного, на которого у них пало подозрение. Входит владелец бюро похоронных принадлежностей, также, как и сыщики, он белый. Нужной суммы на похороны собрать так и не удалось, но он согласен поверить обещанию Сирины заплатить позже. Собравшиеся здесь друзья также убеждают его, что соберут недостающую сумму. Действие заканчивается песней Бесс «Oh, the train is at the station» (с англ. — «О, поезд ждет на станции»).
Изображён двор Кэтфиш-Роу месяц спустя. Несмотря на разыгравшийся сентябрьский шторм, рыбак Джейк собирается выйти в море. Он чинит сети и поёт песню «It Takes a Long Pull to Get There» (с англ. — «Дружней, ребята!»). Порги теперь счастливо живёт с Бесс, никто из соседей не узнаёт в добродушном весельчаке угрюмого и мрачного прежде инвалида. Он поёт о своём счастье в песне под аккомпанемент банджо «I Got Plenty о’ Nutting» (с англ. — «Богат я только нуждою»). Он даже покупает у явившегося сюда юриста Фрезиера за полтора доллара фальшивые документы о разводе Бесс с Кроуном. Обычный развод стоит один доллар, но поскольку Бесс и Кроун никогда не были женаты, Фрезиер требует более высокой платы за свои нелегальные услуги. Пришедший сюда же белый юрист Арчдейл делает выговор своему коллеге за то, что тот торгует фиктивными документами. Он также приносит хорошие новости о Питере, которого освободили из-под ареста. Когда Арчдейл уходит, Порги замечает летящего в небе канюка и поет «Buzzard Song» (с англ. — «Песню канюка»). Порги поёт о том, что эта птица — предвестник неминуемой беды, оркестровый аккомпанемент в песне передаёт общее ощущение приближающейся беды. Вскоре толпа в страхе расходится. Спортинг Лайф предпринимает ещё одну попытку уговорить Бесс уехать с ним, но Порги, очень сильному, несмотря на то, что он калека, удаётся прогнать Спортинг Лайфа. Оставшись одни, Порги и Бесс поют свой любовный дуэт «Bess, You Is My Woman Now» (грамматическая ошибка допущена авторами намеренно) (с англ. — «Теперь ты моя, Бесс»).
Появляется военный оркестр, его сопровождает толпа готовящихся отправиться на пикник на остров Киттиуа-Айленд. Поначалу Бесс хочет остаться с Порги, но ему удается убедить её поехать со всеми, и она отправляется на остров без него.
Пикник на острове Киттиуа-Айленд. Спортинг Лайф поёт свою песню «It Ain’t Necessarily So» (с англ. — «Совсем не обязательно, что всё именно так»). За ней следует короткая драматичная сцена между Кроуном и Бесс. Кроун, который всё это время скрывался от полиции на острове, выходит из зарослей. Ему удается застать Бесс одну, и, несмотря на её объяснения, что она теперь принадлежит Порги, он хватает её и силой тащит в лес.

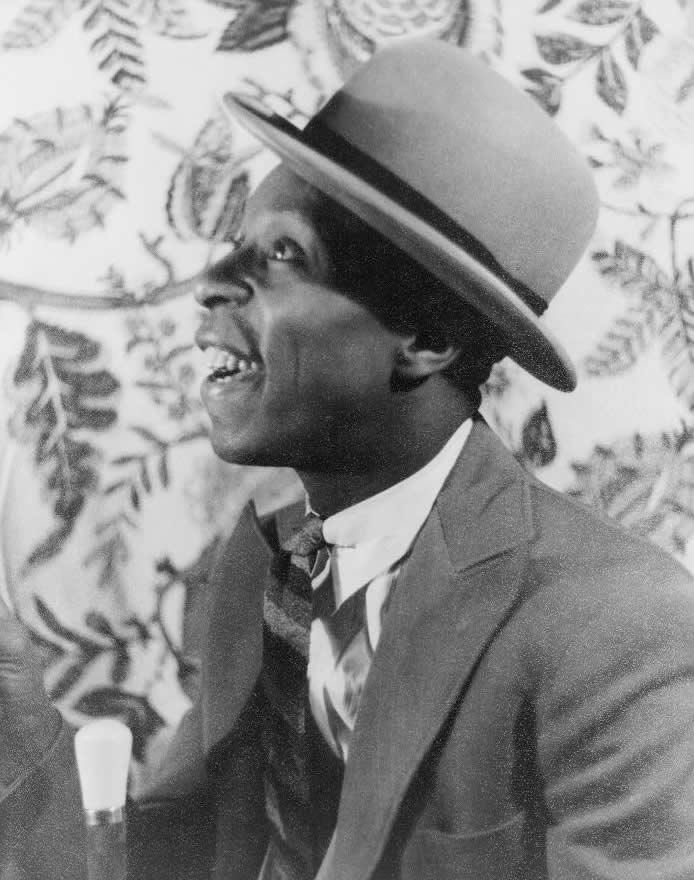
Джон Бабблс — первый исполнитель роли Спортинг Лайфа, фото Карла Ван Вехтена

Проходит неделя. Жизнь в Кэтфиш-Роу идёт своим чередом. Джейк и другие рыбаки готовятся выйти в море. Бесс уже неделю после встречи с Кроуном на острове лежит в горячке. Её соседка Сирина, Порги и другие заботятся о ней, и в конце концов «Доктор Иисус» помогает ей. Порги узнаёт, что она была с Кроуном, и говорит ей об этом. Но он её прощает, а она признаётся, что пообещала вернуться к Кроуну. Бесс хочет остаться с Порги, но боится своей собственной слабости, если Кроун вновь придёт. Порги обещает защитить её от Кроуна.
Последняя сцена происходит в комнате Сирины. Разыгрался страшный ураган, и все суеверные соседи молятся, ведь многие из них уверены, что настал день страшного суда. Внезапно раздаётся резкий стук в дверь — это Кроун. Он зло насмехается над калекой Порги и шокирует всех, утверждая, что Бог ему друг. После этого Клара видит в окно, что к берегу страшной волной прибило перевёрнутую лодку её мужа Джейка, только Кроун оказывается готовым ринуться на помощь. Оставив малыша на руках Бесс, Клара бросается в бушующий шторм.

### Действие 2
Все три короткие сцены 2 действия происходят в Кэтфиш-Роу. Буря стихла. В начале сцены женщины на площади оплакивают погибших в море рыбаков. Появляется Спортинг Лайф и намекает на то, что Кроун не погиб с рыбаками, а каким-то образом спасся, что он все ещё жив и вернется за Бесс, и что если у женщины два мужа, то это значит, что у неё нет мужа вообще. За сценой, когда площадь опустела, слышно, как Бесс поет колыбельную маленькому сироте.
Появляется Кроун; он пробирается к двери дома Порги, за которой слышит голос Бесс. В тот момент, когда он пролезает под окном, сильная рука Порги хватает его за горло. Он наносит Кроуну смертельный удар ножом, и тот падает замертво. Порги радостно восклицает, обращаясь к Бесс: «Теперь у тебя есть муж. У тебя есть Порги!»
Несколько часов спустя приходит детектив, чтобы отыскать убийцу Кроуна, и после недолгого расспроса он уводит Порги, чтобы тот опознал тело. У Спортинг Лайфа новый шанс завладеть Бесс. Задумав избавиться от обоих своих соперников, Порги и Кроуна, он снова заговаривает с Бесс, обещая ей красивую жизнь. При этом он поет песню «There’s a Boat That’s Leavin’ Soon for New York» (с англ. — «Пароход уходит скоро в Нью-Йорк»). Он также соблазняет девушку наркотиками — «порошком счастья», как он его называет. И Бесс, потерявшая голову от горя, хотя и отвечает ему резко, явно проявляет слабость и начинает уступать.
Неделю спустя Порги возвращается — полиции не удалось доказать его виновность в убийстве. Он всюду ищет Бесс и, наконец узнаёт, что она уехала в Нью-Йорк со Спортинг Лайфом. Порги ничего не знает о Нью-Йорке, он знает только, что город находится далеко на севере. Калека не может смириться с мыслью потерять Бесс. Он взбирается в свою инвалидную коляску, запряженную козой, и отправляется в далекий сказочный Нью-Йорк. Он уверен, что найдет свою любимую Бесс. Опера завершается хором «Oh, Lawd, I’m on my way» (с англ. — «О Господь, я иду к тебе»). Он звучит в духе мужественных, полных веры спиричуэлсов.

## Знаменитые фрагменты
- «Summertime» — колыбельная Клары (1 действие).
- «A Woman is a Sometime Thing» — песня Джейка (1 действие).
- «My Man’s Gone Now» — плач Сирины и хора (1 действие).
- «It Take a Long Pull to Get There» — песня Джейка (2 действие).
- «I Got Plenty o’ Nuttin’», «Buzzard Keep on Flyin’» — песни Порги (2 действие).
- «Bess, You Is My Woman Now» — дуэт Порги и Бесс (2 действие).
- «Oh, I Can’t Sit Down» — хор поёт о намечающемся пикнике (2 действие).
- «It Ain’t Necessarily So» — песня Спортинг Лайфа (2 действие).
- «What you want wid Bess» — песня Бесс (2 действие).
- «Oh, Doctor Jesus» — обращение к «Доктору Иисусу» с просьбой вылечить Бесс (2 действие).
- «I Loves You, Porgy» — дуэт Порги и Бесс (2 действие).
- «There’s a Boat Dat’s Leavin’ Soon for New York» — песня Спортинг Лайфа (3 действие).
- «Bess, O Where’s My Bess?» — песня Порги (3 действие).
- «O Lawd, I’m On My Way» — финальная песни Порги и хора (3 действие).

## Интересные факты
- Постановку оперы во многом осуществили выходцы или дети эмигрантов из России (Гершвины, Мамульян, Смолленс, Судейкин).
- В 1983 году Михаил Лавровский поставил балет «Порги и Бесс» на музыку Гершвина.
- В 1957 году вышла запись исполнения оперы дуэтом Луиса Армстронга и Эллы Фитцжеральд, являющаяся неповторимым образцом исполнения творения Джорджа Гершвина 1935 года двумя выдающимися музыкантами времён расцвета мирового джаза.
- В 1959 году Н. Ричард Нэш написал сценарий к фильму Отто Преминжера «Порги и Бесс», получившему Оскар за «Лучший саундтрек к музыкальному фильму» и номинированному на Оскар за «лучшие костюмы», «лучший звук», «лучшую операторскую работу». Также был номинирован на премию «Золотой глобус» за «лучшую женскую роль» (Дороти Дэндридж) и «лучшую мужскую роль» (Сидни Пуатье) в 1959 году.